# Полигонометрия
Полигонометрия (от греч. polýgonos — многоугольный и …метрия) — один из методов определения планового взаимного положения точек земной поверхности для построения геодезических сетей, служащей основой топографических съёмок, планировки и строительства городов, перенесения проектов инженерных сооружений в натуру и т. п. Положения пунктов в принятой системе координат определяют путём измерения на местности длин линий, последовательно соединяющих эти пункты и образующих полигонометрический ход, и горизонтальных углов между ними. Пункты полигонометрии закрепляются на местности закладкой геодезических центров в виде подземных бетонных монолитов или металлических труб с якорями и установкой геодезических сигналов (наземных знаков в виде деревянных или металлических пирамид).

## Описание метода
Выбрав на местности точки 1, 2, 3, …, n, n + 1 измеряют длины s1, s2,…, sn линий между ними и углы β2, β3,…, βn между этими линиями (рис. 1).
http://www.spbtgik.ru/book/geobook.files/pic177.gif Архивная копия от 24 декабря 2013 на Wayback Machine
Как правило, начальную точку 1 полигонометрического хода совмещают с опорным пунктом Рн, который уже имеет известные координаты х0, у0 и в котором известен также исходный дирекционный угол α0 направления на какую-нибудь смежную точку Р'н. В начальной точке полигонометрического хода, то есть в пункте Рн, измеряют также примычный угол β1 между первой стороной хода и исходным направлением РнР’н. Тогда дирекционный угол стороны i (αi) и координаты пункта i + 1 (xi+1, yi+1) полигонометрического хода могут быть вычислены по формулам:
{\displaystyle \alpha _{i}=\alpha _{0}+\sum _{r=1}^{i}{\beta _{r}-i180^{\circ }}} 
{\displaystyle x_{i+1}=x_{0}+\sum _{r=1}^{i}{s_{r}\cos \alpha _{r}}}
{\displaystyle y_{i+1}=y_{0}+\sum _{r=1}^{i}{s_{r}\sin \alpha _{r}}}
Для контроля и оценки точности измерений в полигонометрическом ходе его конечную точку n + 1 совмещают с опорным же пунктом Pk, координаты xk, yk которого известны и в котором известен также дирекционный угол αk направления на смежную точку P’k. Это даёт возможность вычислить т. н. угловую и координатные невязки в полигонометрическом ходе, зависящие от погрешностей измерения длин линий и углов и выражающиеся формулами:
fα = αn+1 — αk
fx = xn+1 — xk
fy = yn+1 — yk
Эти невязки устраняют путём исправления измеренных углов и длин сторон поправками, которые определяют из уравнительных вычислений по методу наименьших квадратов.
При значительных размерах территории, на которой должна быть создана опорная геодезическая сеть, прокладываются взаимно пересекающиеся полигонометрические ходы, образующие полигонометрическую сеть (рис. 2).

### Инструменты
Углы в полигонометрии измеряют теодолитами, причём объектами визирования, как правило, служат специальные марки, устанавливаемые на наблюдаемых пунктах. Длины сторон полигонометрических ходов и сетей измеряют стальными или инварными мерными лентами или проволоками (базисный прибор). Результаты измерений длин и углов в полигонометрии путём введения в них соответствующих поправок приводят в ту систему координат, в которой должны быть определены положения полигонометрических пунктов. С середины 1940-х для различных классов могли так же применяться оптические дальномеры, а середины 70-х лазерные.

### Косвенные методы полигонометрии
В тех случаях, когда условия местности неблагоприятны для непосредственного измерения линий, длины сторон полигонометрических ходов и сетей определяют косвенно параллактическим методом (т. н. параллактическая полигонометрия). В этом случае для определения длины линии IK примерно посредине её измеряют короткий базис АВ длиной b, перпендикулярный к ней, а также измеряют параллактические углы φ1 и φ2, под которыми этот базис виден с концов линии. Размер базиса выбирают таким образом, чтобы величины этих углов были около 3—6°. Тогда длину линии IK вычисляют по формуле:
В зависимости от условий местности применяют и другие схемы косвенного измерения сторон полигонометрических ходов (прямые и обратные засечки).

### Городская полигонометрия
Наиболее широкое применение полигонометрия нашла при создании геодезического обоснования крупномасштабных съемок в городах, при построении геодезического обоснования специальных инженерных сооружений. Полигонометрические сети в городах состоят из ходов 4 класса (с пониженной точностью), 1 и 2 разрядов. Городская полигонометрия 4 класса, существенно отличается от полигонометрических сетей IV класса на не застроенной территории. Ходы полигонометрии располагают равномерно по всей территории города. Грунтовые центры закладываются, как правило, на незастроенных территориях, на застроенной территории устанавливаются стенные знаки. Однако закрепление качественных пунктов полигонометрии стенными знаками возможно только в 30% от общего числа случаев. В остальных 70% реконструкция проездов и кварталов, усовершенствование дорожных покрытий, в зимнее время снежный покров и обледенение приводят к уничтожению в течение 10-15 лет до 50% заложенных пунктов. В виду чего на пригородной территории и городской местности, постоянными пунктами закрепляют не все центры полигонометрии, а разреженно и попарно, обеспечивая закрепление обоих концов линии. Узловые точки подлежат обязательному закреплению постоянными центрами..

### Классификация
В зависимости от точности и очерёдности построения ходы и сети полигонометрии делятся на классы, которые не всегда соответствуют классам триангуляции. Различные классы и разряды полигонометрических сетей характеризуются следующими показателями точности:
| Классы/Разряды                  | Ошибка угла | Относительная погрешность стороны хода | Длина стороны Хода | Периметр полигона | Число приемов |
| ------------------------------- | ----------- | -------------------------------------- | ------------------ | ----------------- | ------------- |
| I класс                         | ± 0,4       | 1 : 300 000                            | 20…25 км           | 250 км            |               |
| II класс                        | ± 1,0       | 1 : 250 000                            | 12…18 км           | 200 км            | 18            |
| III класс                       | ± 1,5       | 1: 200 000                             | 5…8 км             | 100…120 км        | 12            |
| IV класс                        | ± 2,0       | 1: 150 000                             | 2…5 км             | 60 км             | 9             |
| 4 класс(с пониженной точностью) | ± 3,0       | 1 : 25 000                             | 2…0.25 км          | 30 км             | 6             |
| 1 разряд                        | ± 5,0       | 1 : 10 000                             | 0.8…0.12 км        | 15 км             | 3             |
| 2 разряд                        | ± 10,0      | 1: 5 000                               | 0.35…0.08 км       | 9 км              | 2             |

В сетях полигонометрии 1, 2 разряда и выше со сторонами более 500 метров измерения проводятся по 3-х штативной системе. Полигонометрические сети, создаваемые для инженерных и других целей, особенно для городских съёмок, могут иметь несколько иные показатели точности. В некоторых случаях допускается объединять в одно уравнивание сети двух классов (разрядов), учитывая при этом вес. Допустимо объединять попарно - III и IV классы, 1 и 2 разряды, при этом совместное уравнивание IV класса и 1 разряда допускать не следует. Полигонометрия 2 разряда создаётся только от пунктов 1 разряда, а сети IV класса только от пунктов III класса. Аналогичные требования предъявляются к сетям триангуляции

## История
Время возникновения метода полигонометрии неизвестно. В прошлом он имел ограниченное применение из-за большого объёма линейных измерений, затруднённых к тому же условиями местности, громоздкости необходимого оборудования и невозможности контроля результатов работы до её полного завершения. Поэтому в прошлом метод полигонометрии применялся только для обоснования городских съёмок и для сгущения опорной геодезической сети, созданной методом триангуляции.
Появление в начале 20 в. подвесных мерных приборов из инвара облегчило линейные измерения, повысило их точность и сделало их менее зависимыми от условий местности. В связи с этим метод полигонометрии по значению и точности стал сравним с методом триангуляции. Важную роль в развитии полигонометрии сыграли исследования русского геодезиста В. В. Данилова, детально разработавшего метод параллактической полигонометрии, который был намечен В. Я. Струве ещё в 1836. С изобретением же светодальномеров и радиодальномеров, позволяющих непосредственно измерять линии на местности с высокой точностью, метод полигонометрии освободился от своего основного недостатка и стал применяться наравне с методом триангуляции. В развитии теории и методов полигонометрии большое значение имели труды советских геодезистов А. С. Чеботарева и В. В. Попова, разработавших рациональные методы ведения полигонометрических работ различного вида и точности, а также методы вычислительной обработки и оценки погрешности их результатов.